# Leningrádi Front
A Leningrádi Front szovjet hadseregcsoport volt a második világháborúban.
1941-ben hozták létre a Leningrád (ma Szentpétervár) ellen érkező német hadseregek ellen, az Északi Front kettéosztásával augusztus 27-én. Az Északi Frontból ekkor létrejött másik egység a Karéliai Front volt.
Parancsnoka 1942 júniusától Leonyid Alekszandrovics Govorov volt, aki két évvel később elnyerte a Szovjetunió Marsallja címet.

## Története
A front azonnal azt a feladatot kapta, hogy állítsa meg a német előrenyomulást Leningrád felé és védje meg a várost az Észak Hadseregcsoport ellen. 1941 szeptemberében a németeket délen a város szélénél állították meg, és ezzel megkezdődött a két és féléves leningrádi ostrom. Bár a németekkel szövetséges Finn hadsereg északon megállt az 1939-es Téli Háború előtti finn-orosz határnál, a Leningrádi Front a finn fronton nagy veszteségeket szenvedett. Szeptember 8-tól a szovjet katonáknak blokádba fogva kellett harcolniuk, szűkös ellátmánnyal. Az ostrom alatt a Ladoga-tón keresztül érkezett korlátozott utánpótlás a városba az Élet Útján.
A blokád idején a Leningrádi Front számos támadó és védekező hadműveletet hajtott végre. A front erői 1943 januárjában nyomultak először előre, amikor visszafoglalták Shlisselburgot a németektől, visszaállítva a Leningrád és az ország többi része közti kapcsolatot. Végül az 1. Balti Front és Volhovi Front segítségével 1944 januárjában a leningrád–novgorodi offenzívával feltörték az ostromot. Napokkal később ugyanezek az erők teljesen felszabadították a Leningrádi területet és a Kalinyini területet. Hat hónappal később a narvai csatában elfoglalták Észtország harmadik legnagyobb városát.
1944. április 21-én a Leningrádi Front egyes egységeit kivonva hozták létre a 3. Balti Frontot. 1944 júniusában a Leningrádi Front Viborgnál hajtott végre sikeres hadműveletet, a Balti Flottával együtt. Ennek eredményeképpen Finnország később kilépett a háborúból. 1944. szeptember-novemberben a front részt vette a balti offenzívában, Narva-Tartu, majd Tallinn irányába nyomulva. Észtország kontinentális részének elfoglalása után a front egyes egységei a Balti Flottával részt vettek a moonsundi partraszállásban, amelyben elfoglalták a nyugatészt szigetvilágot.
Ezután a front katonái a finn-szovjet határnál állomásoztak, illetve a Balti-tenger partján Leningrás és Riga között. Később a feloszlatott 2. Balti Front egységeivel töltötték fel. Ezek az erők főképp a kurlandi katlan közelében állomásoztak, hogy megakadályozzák a német kurlandi hadseregcsoport kitörését. Az itteni német erők egészen a háború végéig ellenálltak.
1945. június 24-én a Leningrádi Frontot Leningrádi Katonai Kerület néven átszervezték.